# San Pablo Oztotepec
San Pablo Oztotepec es uno de los doce pueblos originarios de Milpa Alta, en la Ciudad de México. 

## Geografía física
Tiene una población de 17715 personas se localiza al noroeste de Villa Milpa Alta, ocupa una extensión de 127.67 ha.
Topográficamente es accidentado ya que se ubica en las laderas del volcán Cuauhtzin. Sus pendientes varían entre 15° y 30°, y, sus cotas, entre 2650 y 2700 msnm. El clima es templado semihúmedo con alta precipitación pluvial en verano, lo que posibilita un terreno propicio para el cultivo.
El pueblo de San Pablo Oztotepec colinda con el pueblo San Salvador Cuauhtenco, al norte con San Bartolomé Xicomulco y al este con San Pedro Atocpan y San Lorenzo Tlacoyucan.

## Historia
La cultura originaria del lugar es la nahua, fundadora del antiguo asentamiento Malacachtépec Momoxco. La lengua náhuatl, que muchos habitantes utilizan, convive con el castellano, existiendo no obstante casos de personas que desconocen el castellano por completo. San Pablo Oztotepec es uno de los pueblos de Milpa Alta que registran un número mayor de hablantes de náhuatl junto con Santa Ana Tlacotenco y San Lorenzo Tlacoyucan.
En el año de 1483, conducidos por el noble Hueyitlahuelanqueh, siete grupos mexicas provenientes del norte lograron dominar, gracias a una mejor organización económica, social y militar, a los chichimecas que habitaban esta región. Las familias mexicas fueron las que más tarde formaron los barrios de San Mateo, Santa Martha, Los Ángeles, y Santa Cruz, así como los pueblos de Tecómitl, Ixtayopan y Tulyehualco.
El noble mexica Hueyitlahuelanqueh, con la intención de asegurar sus dominios, lejos de desechar a los Chichimecas, les asignó para su vigilancia diversas extensiones de su territorio. Los Chichimecas resolvieron concentrarse fundando los poblados de Atocpan, Oztotepec, Tlacotenco, Tlacoyucan, Tepenahuac, Tecoxpa, Miacatlán, Othenco y la Concepción.
El 15 de agosto de 1532 se bautizó a todos los nativos congregados y se bendijeron los lugares para el establecimiento de los pueblos de Milpa Alta, Atocpan, Oztotepec, Tlacoyucan, Tlacotenco, Tepenahuac, Miacatlán, Tecoxpa y Othenco.
El siglo XIX dio lugar a varios cambios en la organización política y territorial. Una vez declarada la independencia, milpa alta quedó comprendida en el estado de México; pero, el 16 de enero de 1854, el presidente Antonio López de Santa Ana decretó la ampliación del distrito federal hasta el límite meridional de la prefectura de Tlalpan, incluyendo la municipalidad del antiguo señorío de Malacachtepec Momozco.
Durante el periodo revolucionario, Emiliano Zapata se instaló temporalmente en San Pablo Oztotepec, el cual se convirtió en sede para la ratificación del Plan de Ayala el 19 de julio de 1914 en un cuartel de la localidad con la presencia de los principales jefes del ejército del sur. Hoy es posible visitar dicho cuartel convertido actualmente en museo. Los cambios que trajo consigo la revolución proporcionaron a la comunidad una mayor capacidad de autogestión, así como el desarrollo de un liderazgo que encabezó la lucha por sus tierras comunales.
San Pablo Oztotepec, es un lugar situado en la cordillera del sur del Distrito Federal, en la delegación Milpa Alta rodeado por grandes árboles; de pino, de oyamel, ocote, encino y una amplia vegetación, tierras de cultivo, donde se siembra maíz, haba, chícharo, nopal, árboles frutales, como: la pera, el durazno, el tejocote y los nogales. Desde sus altos cerros se puede admirar gran parte de la ciudad.
Los primeros habitantes de la región pertenecieron a familias cazadoras-recolectoras chichimecas que se asentaron al sur de los “lagos centrales” entre los siglos XII(12) y XIII(13).
Los nahuas de esta zona fueron tributarios de los mexicas, quienes en la consolidación de su imperio los sometieron a través del señorío de Xochimilco; el tributo consistía en bienes y en fuerza de trabajo. Posteriormente fueron sometidos por la Coronilla española.
Junto con los españoles llegaron los misioneros franciscanos, quienes se encargaron de la evangelización de los nativos nombrando como patrona de la zona a Nuestra Señora de la Asunción.
En el transcurso de la Colonia, Milpa Alta fue regida principalmente por gobernadores indígenas, a excepción del siglo XVII que estuvo gobernada por alcaldes criollos. El poco trato que se estableció con los peninsulares le permitió al grupo conservar su carácter indígena.
Al término de la Conquista, los españoles aprovecharon las formas de organización indígenas para poder estructurar las jurisdicciones políticas del Virreinato; al convertirse Xochimilco en corregimiento, los pueblos que integraban el antiguo reino de Malacachtepec Momoxco pasaron a depender de la jurisdicción de Xochimilco, que se convirtió en la más grande encomienda.
Al modificarse en 1903 las jurisdicciones políticas del Distrito Federal, Milpa Alta pasó a depender directamente del gobierno de la ciudad de México.
Durante el periodo revolucionario, San Pablo Oztotepec se convirtió en sede para la ratificación del Plan de Ayala. Los cambios que trajo consigo la revolución, proporcionaron a la comunidad una mayor capacidad de autogestión, así como el desarrollo de un liderazgo que encabezó la lucha por sus tierras comunales.

## Oferta educativa
Cuenta con dos “CENDI” y un Jardín de niños, dos primarias “Miguel Hidalgo y Costilla” y “Plan Sexenal”, una escuela secundaria “Técnica N.º 18 Plan de Ayala” que cuenta con un horario continuo (mixto). De igual manera, dentro de la localidad se encuentra un Centro de Atención Múltiple (CAM): el “Centro de Atención Múltiple N.º 44”, una escuela donde se imparte educación especial para niños que tienen alguna discapacidad, que es de control público (federal); las clases se imparten en horario mixto. Y, por último, una Escuela de Educación Media Superior CONALEP y algunas más de ámbito privado, como el preescolar y primaria “Instituto Pedagógico Gandhi” incorporado a la SEP destacado por su alto impacto educativo e intensivo trabajo en valores así como en fomentar la cultura del éxito en las familias de la población; motivo por el cual se posiciona en los mejores resultados de aprendizaje, estabilidad socio emocional y formación de emprendedores.

## Coordinación
El pueblo de San Pablo Oztotepec cuenta con una Coordinación de Enlace Territorial donde pueden realizarse diversas actividades, las cuales son gratuitas. Una de ellas se llama “Injuve” (Instituto de la Juventud) donde los jóvenes, ya sean estudiantes o no se les proporciona una ayuda en la cual se les da una tarjeta con logotipos de los transportes públicos en los que pueden viajar gratis. Los jóvenes que pertenecen a este instituto pueden ir a eventos de este, inscribirse en diversas actividades de integración, conocimiento, entretenimiento, etc.
La coordinación también cuenta con aula de computación donde se pueden realizar distintas tareas totalmente gratuitas.

## Atractivos turísticos y tradiciones
En Oztotepec se halla la iglesia de San Pablo Apóstol, que es una construcción de origen franciscano que data del siglo XVI. En su interior se puede apreciar un gran retablo barroco. En la fachada del lado derecho de la iglesia se localizan restos de la capilla abierta con arquería de medio punto.
Otra de las iglesias de San Pablo es Chalmita, fue declarada monumento histórico el 15 de septiembre de 1933. Edificada en el siglo XVI, se erigió sobre los vestigios de un viejo teocalli. La capilla está rodeada por una barda que contiene las estaciones del Viacrucis está ubicada en la calle Gólgota.
También cuenta con un vivero llamada “Tepetlehualco”, de propiedad comunal, donde se crían venados. La casa de cultura “la Quinta Axayopa”.
En San Pablo Oztotepec existen todavía decenas de temazcales en el pueblo. Sus pobladores los utilizan para uso medicinal y también para eventos sociales. El temazcal Omexochitl es una buena opción y está ubicado en el centro del pueblo.
Dentro de la población de San Pablo se llevan a cabo en gran medida muchas fiestas tradicionales y costumbres arraigadas ya desde hace tiempo dentro de la población en general dentro de las principales festividades se encuentran las siguientes:
Tiene varias vías de acceso: por el Noreste de la población existen dos formas una es el circuito regional que comunica con Milpa Alta-San Pedro Actopan y la otra es la de San Gregorio Atlapulco-San Pedro Actopan y por el Noroeste sería la antigua carretera Xochimilco-San Pablo pasando por los poblados de San Mateo Xalpa, San Andrés Ahuayucan y Santa Cecilia Tepetlalpa, otra ruta es la nueva carretera Xochimilco-Santa Cecilia Tepetlapa-San Pablo, pasando por los poblados de San Lorenzo Atemoaya y San Salvador Cuauhtenco que es la vía más transitada ya que reduce el tiempo de traslado hacia Xochimilco.

### Cuartel zapatista
En 1914, las tropas del Ejército Libertador del Sur avanzaron hacia la Ciudad de México. Durante la marcha, el contingente se detuvo en el poblado de San Pablo Oztotepec, donde hoy se levanta un simbólico museo.
El ejército de Zapata ocupó Milpa Alta y en San Pablo Oztotepec instaló su cuartel, puesto que la ubicación de este pueblo facilitaba tanto la comunicación con el zapatista estado de Morelos como la vigilancia de las tropas de Venustiano Carranza. En este cuartel, Zapata ratificó el Plan de Ayala el 19 de julio de 1914. En el escrito de ratificación se señala que se opondrían siempre a “la infame pretensión de reducirlo todo a un cambio en el personal de los gobernantes”.
Tal acontecimiento señaló un momento histórico del movimiento agrario en México, que algunos milpaltenses recuerdan con orgullo, y que los visitantes conocen en el museo creado en el cuartel. La institución es pequeña, pero exhibe facsímiles del original manuscrito del Plan de Ayala, que consta de 15 artículos, y de su acta de ratificación —tomados del Archivo General de la Nación—; cartas que fueron emitidas desde el cuartel con temas diversos y varias fotos de Zapata, de sus tropas y de la Revolución en general —archivo Casasola—, así como del cuartel zapatista cuando estaba abandonado y de la iglesia.

#### Construcción

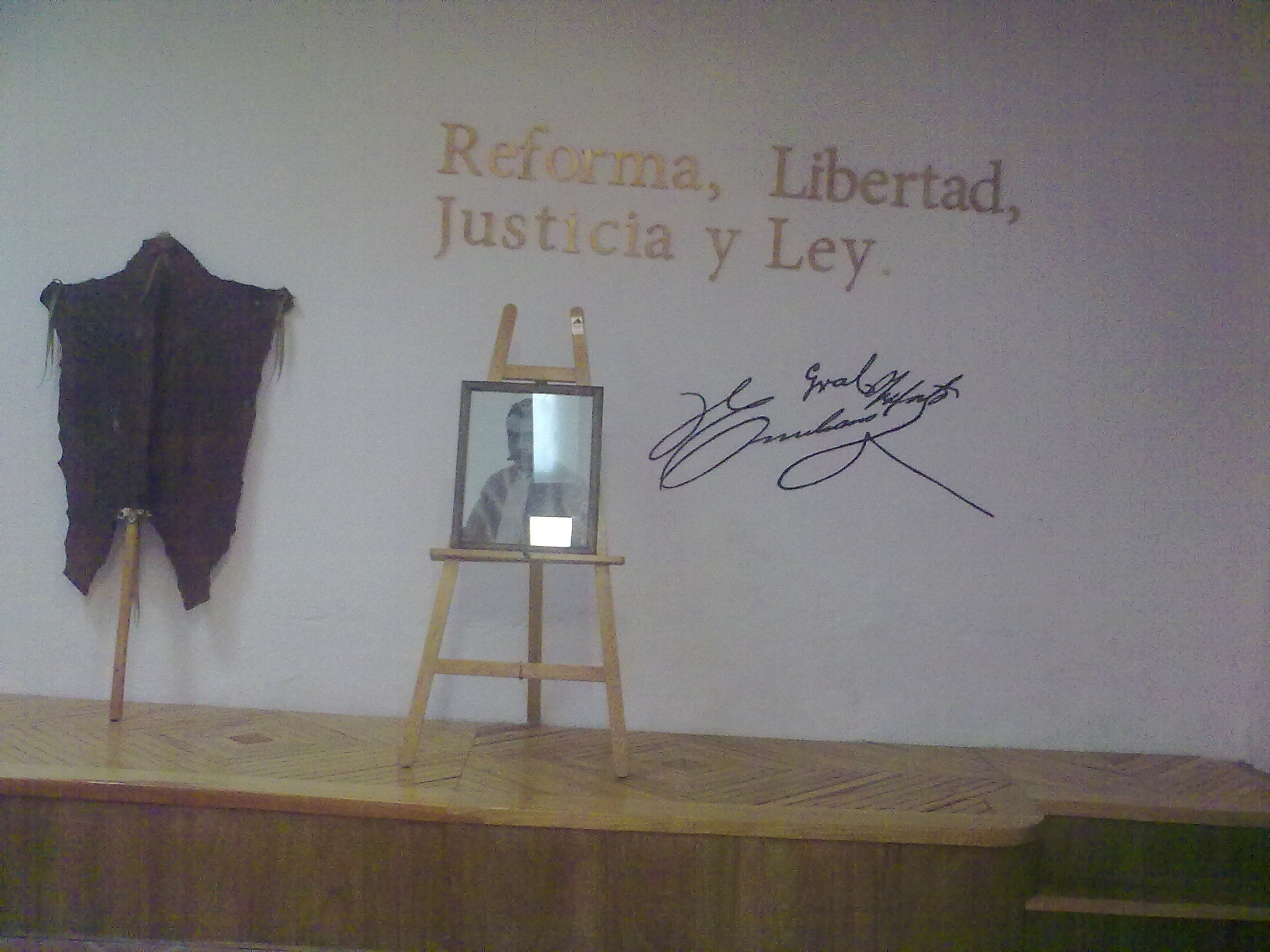

La construcción, con techos de dos aguas, portales y aljibe, perteneció en el siglo XIX a Brígido Molina, cacique del pueblo. Después de años de abandono, se restauró en 1997 y la comunidad creó el Museo del Cuartel Zapatista, que administra un consejo ciudadano.
Una placa en la entrada del museo recuerda el paso del subcomandante Marcos y la delegación del Ejército Zapatista de Liberación Nacional en su caravana por varios estados y el Distrito Federal. Fue el 9 de marzo de 2001 cuando Marcos dirigió unas palabras a la concurrencia desde el portal exterior del cuartel.
El horario del museo es irregular, por lo que se recomienda solicitar una visita guiada en la Coordinación Territorial de Oztotepec.

## Peregrinación al santuario del Señor de Chalma
La peregrinación se lleva a cabo el día 3 de enero de cada año con el fin de ir a visitar al Santuario del Señor de Chalma, Estado De México, la peregrinación se realiza a pie atravesando parajes tanto de la Ciudad de México como del estado de México o en autobús con una duración de ocho días, pero no solo San Pablo Oztotepec realiza este peregrinar si no la mayor parte de la Delegación De Milpa Alta, siendo esta una de las más grandes realizadas dentro de la delegación.

### Exposición ganadera
Existen antecedentes que nos señalan que desde la década de los 50, se llevaba a cabo esta muestra ganadera en la comunidad de San Pablo Oztotepec, como una tradición en el mes de noviembre, empatándose con las festividades de día de muertos, al paso del tiempo se fue perdiendo esta actividad y se retoma en el año 2001.
Existen dos fechas en las que se realiza la exposición ganadera una se realiza del 1 al 3 de abril en la comunidad y la otra es en Semana Santa, dada la gran afluencia de gente que visita la comunidad por los carnavales y festejos de Semana Santa. En ambas fechas existe una exposición de animales de la región, una exhibición de automóviles antiguos, venta de productos gastronómicos típicos de la región, como barbacoa, carnitas, nopal, mole y antojitos, entre otras cuantas bebidas tradicionales del pueblo, como el pulque o tequila.
Actualmente el propósito de la Muestra Ganadera de Oztotepec es promover la comercialización de los productos pecuarios y agrícolas de la comunidad.

### San Pedro y San Pablo apóstol
San Pablo fue uno de los hombres más inteligentes que han existido, fue decapitado cerca de Roma, al caer su cabeza dio tres golpes y en los puntos en que tocó el suelo brotaron tres fuentes que aún existen y sobre las cuales se construyó un templo. Es venerado el 29 de junio con bandas de música, ofrendas florales, detonación de fuegos artificiales, bailables típicos de la región, juegos mecánicos y en los hogares tanto anfitriones como invitados, degustan el mole, los tamales de frijol y de haba, así como otros ricos platillos que se realizan dentro de la comunidad.

### Señor de Chalmita o Fiesta de Pentecostés
La fiesta principal de la población es la veneración del Señor de Chalmita. Se celebra anualmente el día de pentecostés o domingo de pentecostés y dura ocho días. Es organizada por los mayordomos. Por lo general cae a fines de mayo y principios de junio, según el calendario indique. Se celebra con danzas tradicionales de vaqueros, arrieros, santiagueros, las niñas aztecas, de los aztecas tipo prehispánico, con un baile público, juegos pirotécnicos, juegos mecánicos, bandas de viento entre otros eventos. Se instalan puestos de comidas, bebidas tradicionales en los alrededores.

### Semana Santa
Se realiza una procesión del corpus, al igual que una representación del viacrucis con la participación de algunos pobladores y una comitiva encargada de los ensayos, decoración y armado de escenarios en donde se realizan las principales escenas del viacrucis también se puede observar la participación de personas a pie o a caballo haciendo el papel de centuriones, haciendo de esta representación más vistosa, comienza el jueves santo concluyendo el domingo de resurrección.

### Carnaval
Casi concluyendo las festividades de semana santa da inicio el carnaval el sábado de gloria al las 12 del día aproximadamente, el carnaval dura de dos a tres días o más; depende en gran medida de los organizadores, en el carnaval de esta población se corona a las 3 reinas del carnaval que corresponden a las comparsas la unión, la central y la Oztotepec que representan a los tres principales barrios de la comunidad estas comparsas son acompañadas por la población comunidades aledañas, visitantes, carros alegóricos, personas disfrazadas de chinelos y bandas de viento que año con año se han fortalecido llegando a contar con más de 30 integrantes cada una, la pugna entre ellas las ha llevado al refinamiento de este son lo que hace que en esta comunidad se toque y se baile uno de los mejores sones del Chinelo de la zona.

### Feria de la pera y otras frutas de temporada
La Feria de la Pera y Otras Frutas de Temporada es relativamente nueva ya que comienza en el año 2002, en esta feria se realiza una muestra de productos agrícolas como son la pera, manzana, jitomate, fresa etc., que se producen en la comunidad, esta feria tiene lugar los días 15 y 16 de septiembre ya que en este mes se tiene una gran producción de las frutas antes mencionadas y se aprovechan los festejos de fiestas patrias que congregan una gran cantidad de gente en la plaza “la cascada” a un costado de la iglesia de Chalmita construcción del siglo XVI. Para comercializar y difundir la producción de esta comunidad.

### Día de Muertos
En la localidad todavía se acostumbra celebrar el día de muertos con la visita a los panteones limpiándolos y decorándolos con flores de cempasúchil, nube, entre otras más que son cultivadas por los propios pobladores de la localidad; se acostumbra también la quema de cera, veladoras sea de noche o de día o como comúnmente se dice alumbrar ya que desde hace tiempo se realiza esta tradición, al igual que la puesta de la mesa u ofrenda hacia los muertos que según la tradición nos visitan en esta fechas como en muchas partes de Milpa Alta y del país, en la mesa se ponen arreglos de papel picado, calaveritas, pan de muerto, veladoras, frutas, platillos típicos y dulces que más le gustaban a las personas cuando estaban en vida, algo que hasta hace tiempo que era muy común dentro de la comunidad era el calaverear es decir pasar a los hogares a rezar a los santos difuntos acompañados de un chilacayote con forma de calavera y así recibir su calaverita sea de la mesa o algo especial para ellos.

### 12 de diciembre
Una de las fechas más emblemáticas no solo de San Pablo si no del país es la celebración de la aparición de la Virgen de Guadalupe, dentro de la población se celebran bailes en sitios de taxi y microbuses y una que otra calle festejando a la Guadalupana, pero en la capilla de la Virgen de Guadalupe que está a un costado de la iglesia de Chalmita se le festeja con juegos pirotécnicos, bailes tradicionales, bandas de viento y grupos musicales de otros géneros que se prestan voluntariamente a tocar melodías a la virgen.
Pasando las festividad del 12 de diciembre el día sábado se realiza una peregrinación a la basílica de Guadalupe saliendo por la noche y llegando al día siguiente en la cual realizan una misa.

## Liga de fútbol Oztotepec
La liga de futbol local cuenta con las categorías infantil, juvenil, femenil y varonil con tres fuerzas: tercera, segunda y primera. La liga de fútbol Oztotepec cuenta con una cancha con pasto sintético que cuenta con las medidas reglamentarias. Cabe mencionar que la administración de dicha liga es llevada por personas profesionales en el deporte. También cuenta con 2 escuelas de fútbol y un equipo en cuarta división.